# ES-124
A ES-124 é uma rodovia longitudinal do estado do Espírito Santo. A estrada liga Guaraná, em Aracruz, a Praia Grande, em Fundão. É denominada rodovia Alceu Agostini Gottardi entre Biriricas e Praia Grande, junto do trecho da ES-261 entre a sede de Fundão e Biriricas, e denominada rodovia Engenheiro José Ribeiro Martins entre Guaraná e a sede de Aracruz.
A rodovia possui 58,641 quilômetros. Passa por Guaraná, Aracruz sede, Santa Rosa, Biriricas e Praia Grande. Possui um trecho planejado de 36,2 km entre Biriricas e a rodovia do Contorno, mapeado como ES-120